# Evidence
Майкл Перетта, более известный под своим сценическим псевдонимом Evidence (род. 10 декабря 1976, Лос-Анджелес, Калифорния) — американский хип-хоп исполнитель, продюсер и участник американской андеграунд группы Dilated Peoples. До того, как Evidence стал рэпером и продюсером, он был графитти-артистом.

## Биография
Майкл родился 10 декабря 1976 года в Венисе (Лос-Анджелес, штат Калифорния) в семье Луиса Майкла Перретты, американца итальянского происхождения, и актрисы Яны Тейлор, известной по эпизодическим ролям в различных американских телевизионных шоу в 60-70-х годов XX века. Детство начинающего репера прошло недалеко от студии звукозаписи музыкального продюсера Куинси Джонса III, где юный Майкл постиг все тонкости звукозаписи и фристайла.

### Юность
Родители развелись, когда сыну было пять лет. В то время как они делили имущество, Evidence разрисовывал Los Angeles, подписываясь именем «Vane». Недалеко от него жил QD3, сын продюсера Квинси Джонса. Тогда Evidence осознал, чем он хочет заниматься. QD3, сложившийся продюсер западного побережья (хиты «To Live and Die in L.A.» 2Pac'а, «Ghetto Bird» Ice Cube, «I Got the Knack» Everlast'а — это его заслуга) стал для Evidence именно тем, кто повлиял на начинающего рэпера больше всего в его желании писать музыку.

### Группа Dilated Peoples
Вскоре после встречи с QD3, Evidence совместно с Rakaa создаёт группу Dilated Peoples. После их успешного сингла «Third Degree» в 1997 году к группе присоединяется Dj Babu. Очень быстро группа становится одной из ключевых фигур на Калифорнийской андеграунд сцене. Они надеялись что их успех вместе даст шанс на сольные проекты каждого, как это получилось у Wu-Tang Clan.
На четырёх альбомах, огромном количестве живых выступлений и работе над треками с такими группами, как Beastie Boys, Linkin Park, Swollen Members, отдельными артистами вроде Defari и Planet Asia а также продюсировании дебютного альбома Kanye West'а College Dropout, который принёс ему Грэмми, Эвидэнс даёт своим фанатам распробовать его талант. Теперь он предлагает это сделать уже на сольном «The Weatherman LP».
После нападок Eminem, Evidence медлить не стал и вскоре записал «Search 4 Bobby Fisher», в которой посоветовал Эму заняться своими семейными передрягами и учтиво заметил, что на дегенерата совсем не похож.
Учитывая то, что Эвидэнс составляет треть Dilated Peoples, можно сказать что он стал чемпионом хип-хоп культуры.

### Сольный проект
Под продакшеном таких монстров как The Alchemist и Sid Roams (продюсер Joey Chavez и Bravo), Jake One, DJ Babu, DJ Khalil и самого Evidence альбом под названием The Weatherman LP попал на прилавки магазинов 20 Марта 2007 года.
Одним из самых сильных треков на альбоме стал «Believe in Me» (при участии Res).
«Я думаю, что люди могут сказать, когда исполнитель не очень уверен в себе и на этом треке я дал своим слушателям понять, что мне есть что сказать и я буду стоять на своём. Когда ты придёшь и увидишь меня на сцене я посмотрю тебе в глаза, образуется нужная связь между исполнителем и слушателем, я хочу чтобы моя аудитория понимала что я готов взять на себя ответственность за пост лидера».

### Альбомы Weather or Not (2018), Unlearning Vol. 1 (2021)
Третий студийный альбом Evidence, Weather or Not, выпущенный 26 января 2018 года, дебютировал под номером 187 в альбомном чарте Billboard 200. В альбоме нашло отражение его личная жизнь, включая рождение его первого сына и борьбу его возлюбленной с раком молочной железы.
В 2021 году Evidence выпустил свой четвёртый студийный альбом Unlearning Vol. 1.

## Дискография
| Дата             | Альбом               | Лейбл                     |
| ---------------- | -------------------- | ------------------------- |
| 20 марта 2007    | The Weatherman LP    | ABB                       |
| 25 ноября 2008   | The Layover EP       | TaylorMade/Decon          |
| 10 декабря 2010  | I Don’t Need Love EP | Not on label              |
| 27 сентября 2011 | Cats & Dogs          | Rhymesayers Entertainment |
| 26 января 2018   | Weather or Nor       | Rhymesayers Entertainment |
| 25 июня 2021     | Unlearning Vol. 1    | Rhymesayers Entertainment |